# Punto Alegre
Punto Alegre är en ort i Mexiko.   Den ligger i kommunen Santa Bárbara och delstaten Chihuahua, i den centrala delen av landet, 1 100 km nordväst om huvudstaden Mexico City. Punto Alegre ligger 1 807 meter över havet och antalet invånare är 440.
Terrängen runt Punto Alegre är kuperad åt nordväst, men åt sydost är den platt. Runt Punto Alegre är det mycket glesbefolkat, med 3 invånare per kvadratkilometer. Närmaste större samhälle är Hidalgo del Parral, 10,3 km öster om Punto Alegre. Omgivningarna runt Punto Alegre är i huvudsak ett öppet busklandskap.